# Fekete zászpa
A fekete zászpa (Veratrum nigrum) a zászpafélék családjába tartozó, Eurázsiában honos, erdőkben élő mérgező növény.

## Megjelenése
A fekete zászpa 80-120 cm magas lágyszárú, évelő növény. Gyöktörzse erőteljes, fekete, függőlegesen álló, járulékos gyökerekkel. Tőlevélrózsájában a levelek spirálisan helyezkednek el. A nyél nélküli levelek nagyok (kb 25 cm hosszúak és 10 cm szélesek), ellipszis alakúak, hegyesek, párhuzamos erezetűek, a levél az erek mentén redőzött.  
Virágzata a szár tetején elhelyezkedő, elágazó füzér. Az elágazásokon sok esetben csak porzós virágok vannak. A virágok kicsik, csillag alakúak, hatszirmúak, sötétbíbor vagy feketésbíbor színűek. A virágkocsányok molyhosak. 
Termése 1,5-2 cm hosszú toktermés. 

## Elterjedése és termőhelye
Dél- és Közép-Európától kezdve Közép-Ázsián keresztül egészen Kínáig előfordul. Magyarországon a Dunántúli-középhegységben gyakori faj.
Erdei növény. Az árnyékot vagy félárnyékot és a nedves, tápanyagokban gazdag talajt részesíti előnyben. Lassan nő, a mag csírázása után három évbe is beletelik, míg virágot hoz.

## Jelentősége
Az egész növény mérgező. 1,3-1,5%-nyi, erősen irritáló hatású protoveratrin és germerin alkaloidákat tartalmaz, emellett kevésbé mérgező jervin alkaloida, veratramarin keserű glikozid és a protoveratrin bomlásterméke, a protoveratridin található benne. Ha a legelő állatok elfogyasztják a szájnyálkahártya kipirosodik, megdagad, pupillájuk beszűkül, nyáladznak, izomrángás, remegés tapasztalható, emellett felfúvódás, hasmenés, szapora, felületes légzés, görcsök. Súlyos esetben elhullás is bekövetkezhet.  

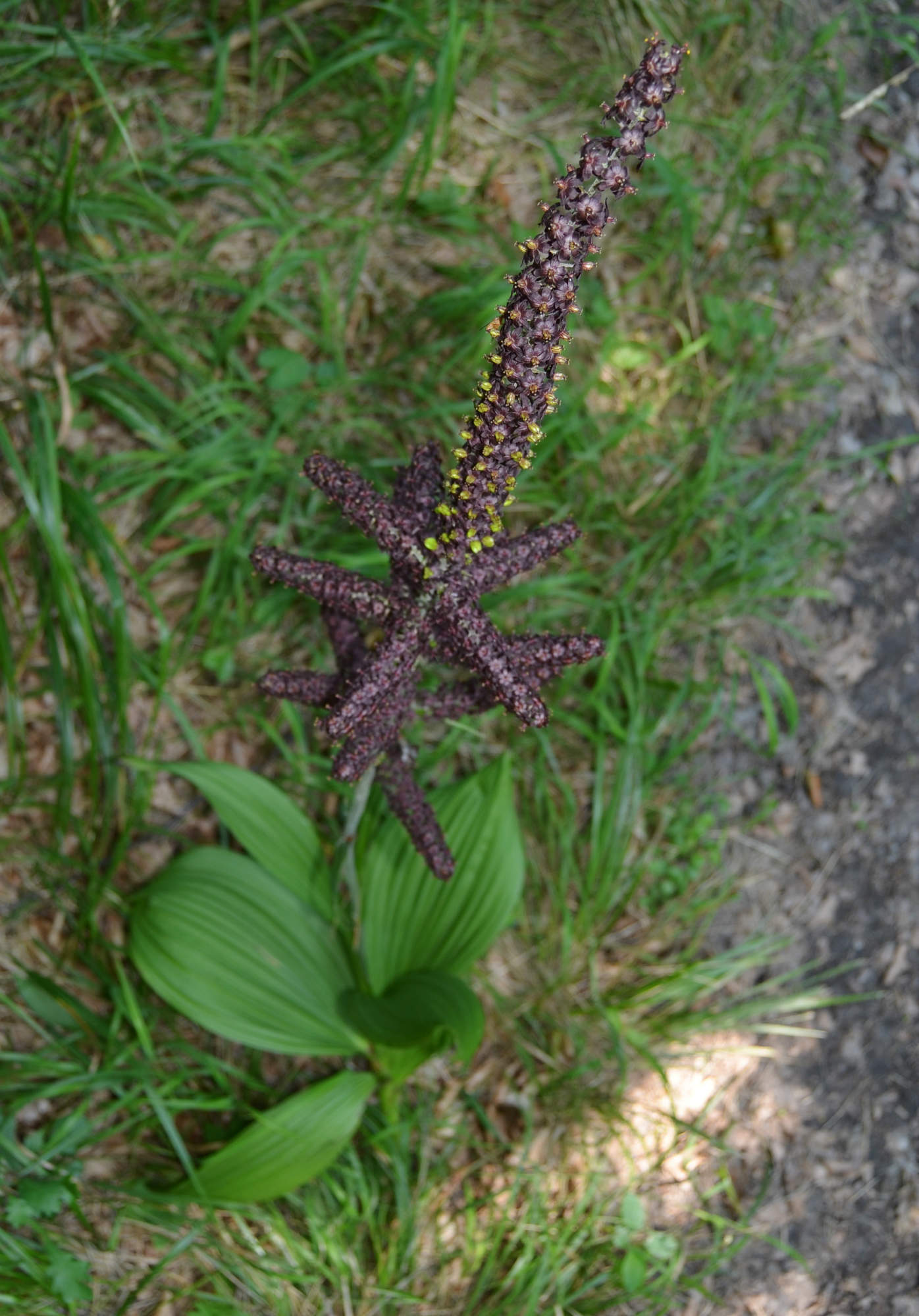
Habitusa
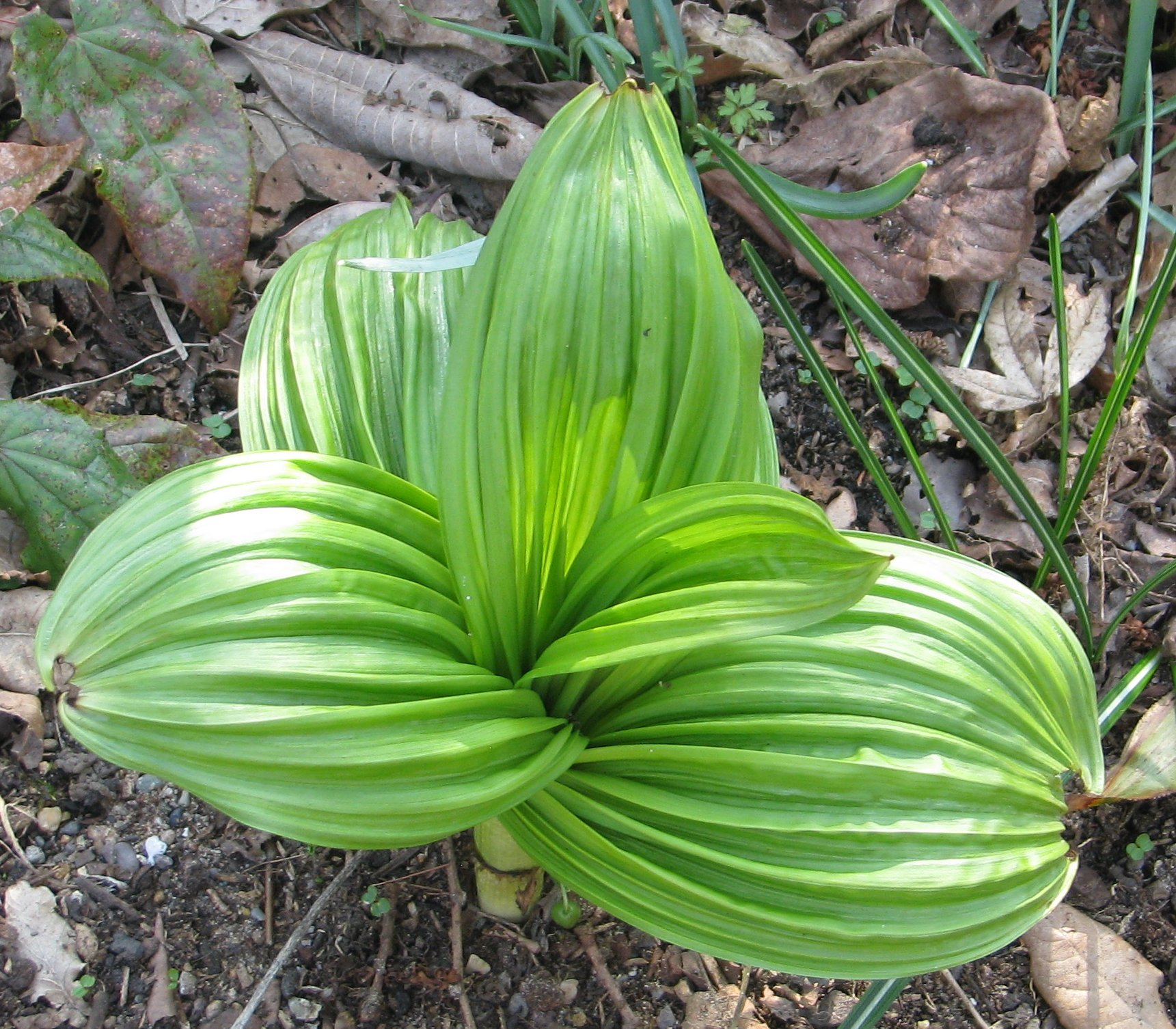
Levelei
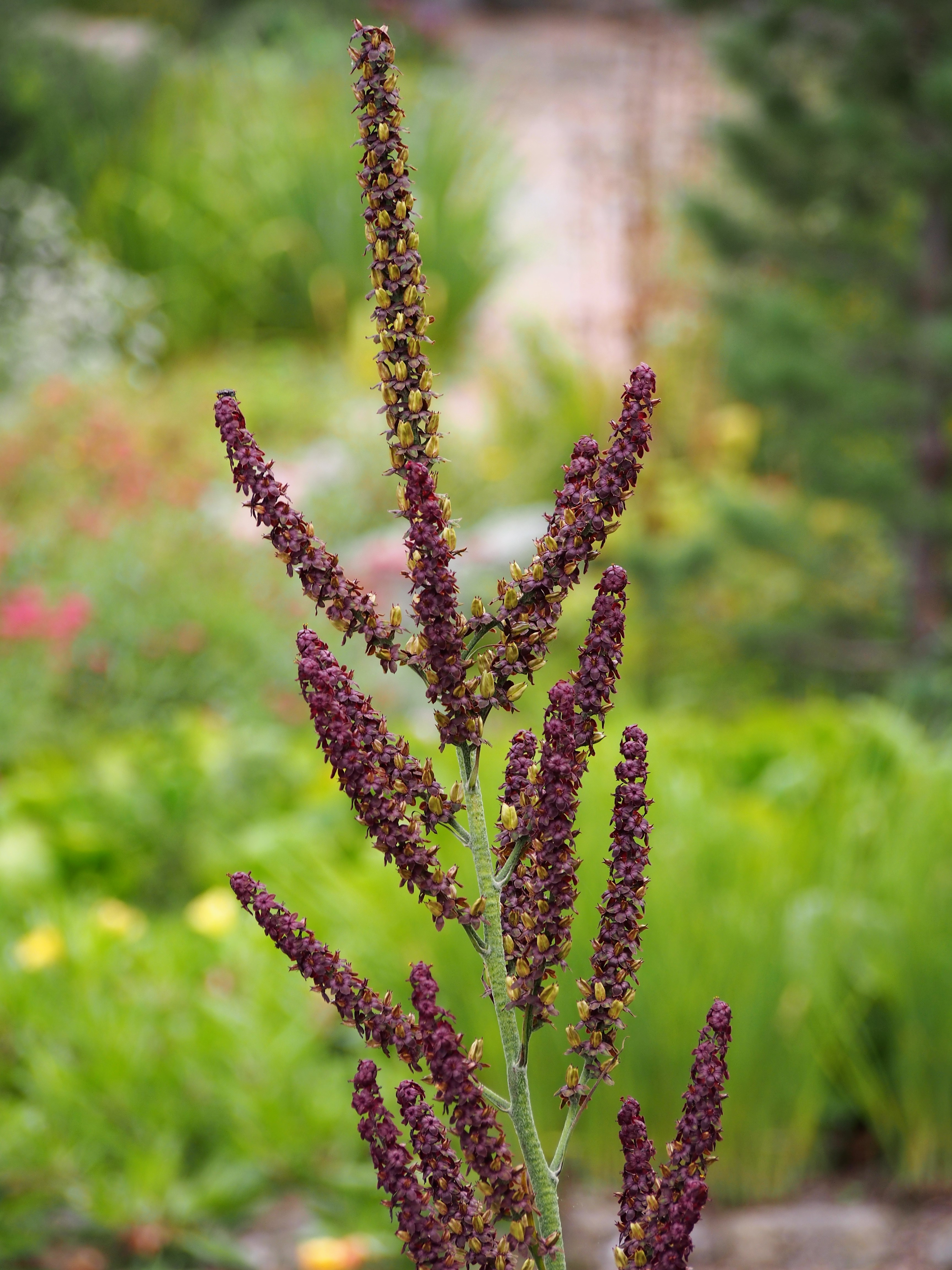
Virágzata
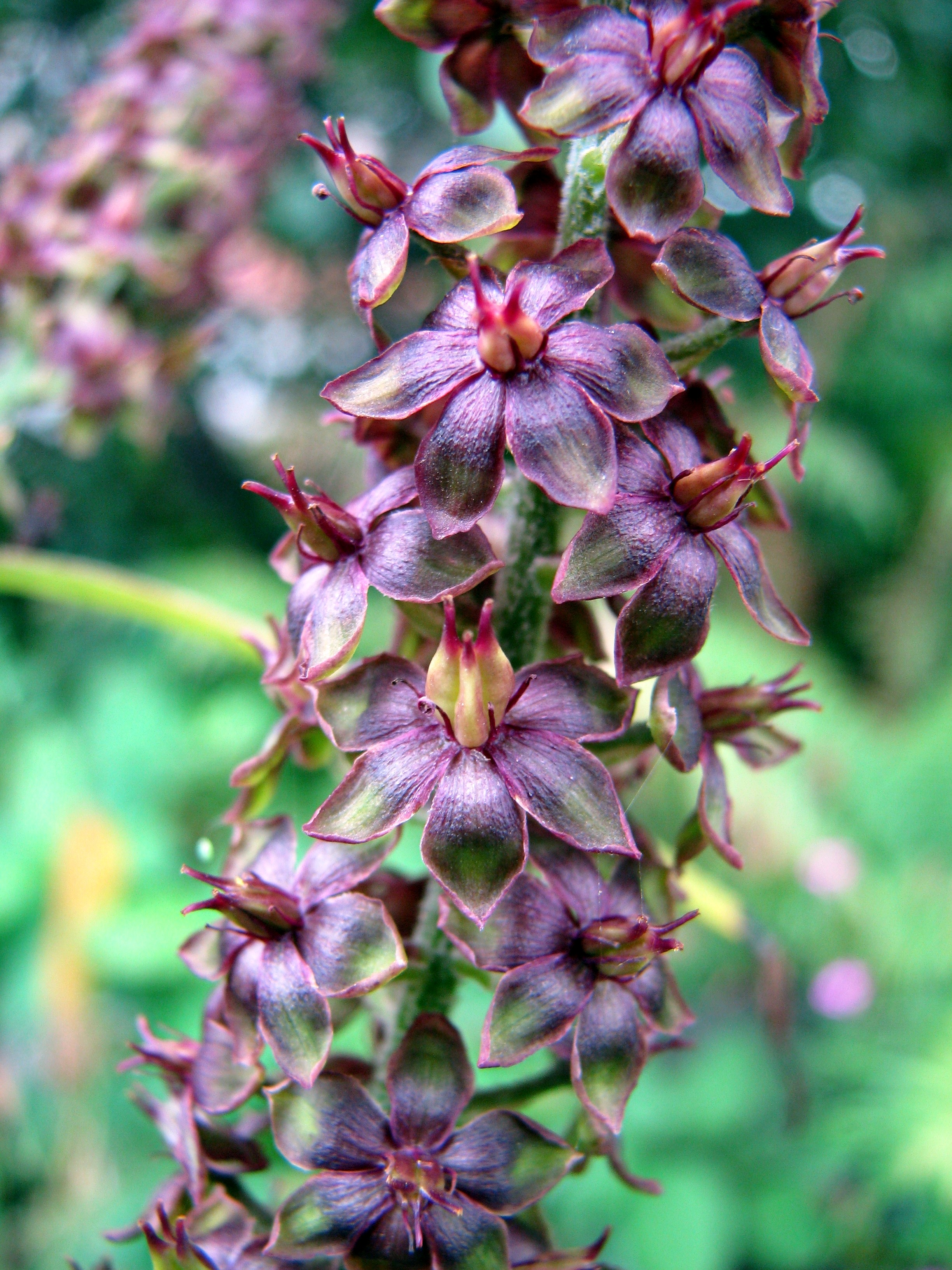
Virágai
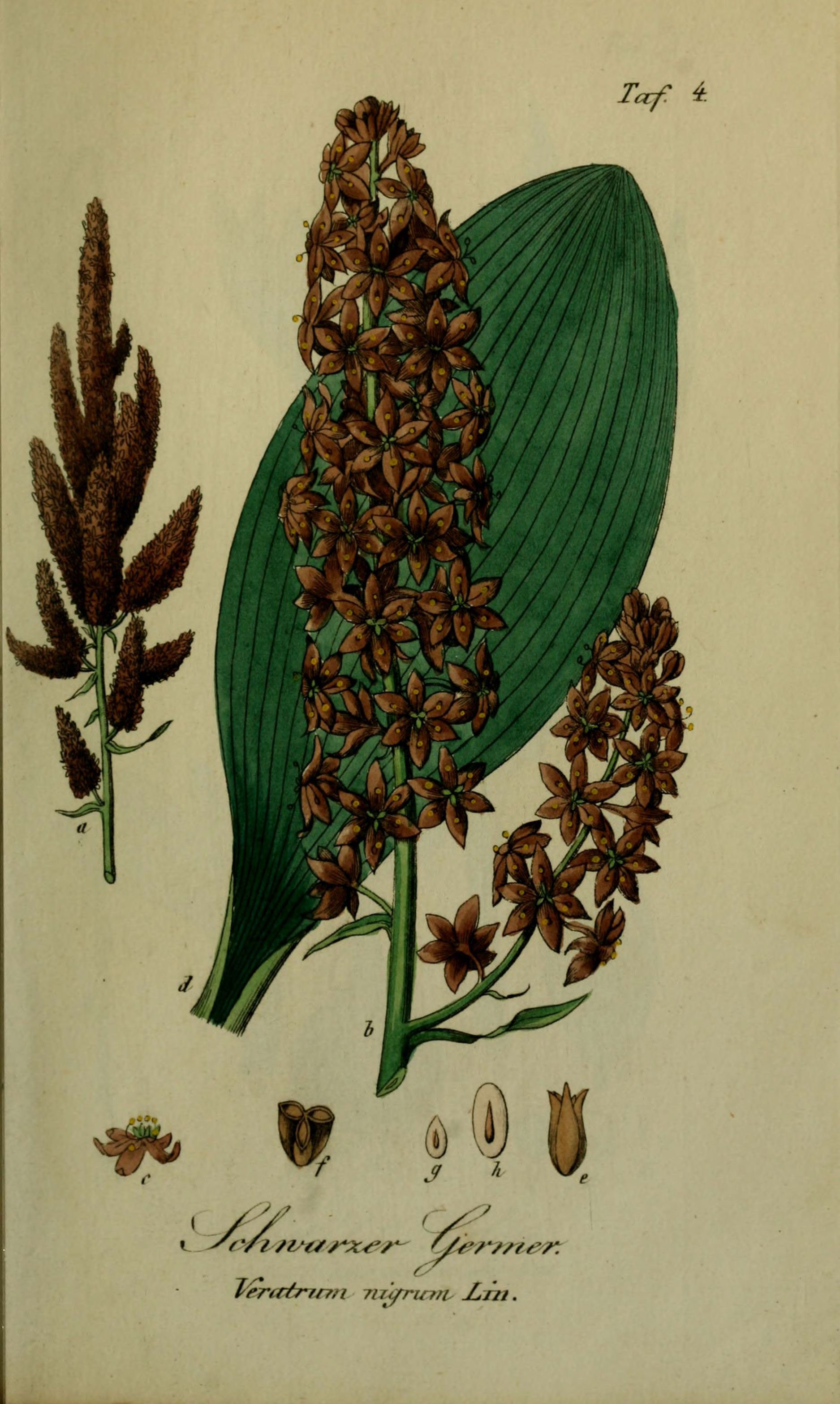
Ábrázolása egy német botanikakönyvben (1854)